# Heroltice (Jihlava)
Heroltice (německy Hilbersdorf) je vesnice, část krajského města Jihlavy. Katastrální území vsi nese název Heroltice u Jihlavy a má rozlohu 4,09 km2. Heroltice se nacházejí asi 5 km severovýchodně od centra Jihlavy. K Jihlavě byly připojeny 1. srpna 1976. Zajíždí sem autobusová linka č. 4. V roce 2009 zde bylo evidováno 76 adres. V roce 2001 zde trvale žilo 140 obyvatel. Ve vsi funguje Sbor dobrovolných hasičů Jihlava–Heroltice..

## Název
Název Heroltice nejspíš vznikl jako označení vsi lidí Heroltových. Jméno Herolt vzniklo z názvu Herold neboli hlasatel. V roce 1411 obec nesla názvy Heroltitz a Herltice, 1543 a 1544 Herolticze.

## Historie
Po celá staletí patřila ves pod správu rodu Lichtenburků. Tehdy nesla jméno Hylboltisdorf. Roku 1313 Rajmund z Lichtenburku propůjčil obec za 300 marek placených čtvrtletně synům žida Ratmíra, Jakubovi a Ratmírovi. Mezi lety 1325–1376 spadaly Heroltice pod střítežskou tvrz, v letech 1376–1625 patřily městu Jihlava (konkrétně rodinám Zawoziczi a Schonmalzerovým), poté se vrátily až do roku 1850 do vlastnictví Stříteže. V roce 1590 tu měli dva dvory, v roce 1787 tu stálo 20 stavení a roku 1869 tu žilo 258 obyvatel ve 33 domech a staveních. V letech 1869–1921 nesly název Hilbersdorf. V letech 1869–1880 byly osadou obce Ždírec v tehdejším okrese Polná. V letech 1880–1950 se osamostatnily a patřily pod okres Německý Brod, v letech 1950–1961 spadaly pod okres Jihlava-okolí, v letech 1961–1976 pod okres Jihlava. Od 1. srpna 1976 jsou část města Jihlava.Zástavba vsi, jakož i téměř celý její katastr leží v Čechách, ale několik parcel na jižním okraji katastru do roku 1982 náleželo ke k.ú. Hruškové Dvory a tak katastr zasahuje i na Moravu.

## Obyvatelstvo
Podle sčítání 1921 zde žilo v 51 domech 303 obyvatel, z nichž bylo 151 žen. 14 obyvatel se hlásilo k československé národnosti, 289 k německé. 300 občanů se hlásilo k Římskokatolické církvi, 2 byli Židé.
| Rok            | 1869 | 1880 | 1890 | 1900 | 1910 | 1921 | 1930 | 1950 | 1961 | 1970 | 1980 | 1991 | 2001 | 2020 |
| -------------- | ---- | ---- | ---- | ---- | ---- | ---- | ---- | ---- | ---- | ---- | ---- | ---- | ---- | ---- |
| Počet obyvatel | 258  | 250  | 301  | 279  | 308  | 303  | 314  | 241  | 247  | 212  | 172  | 147  | 140  | 211  |